# N439K
N439K är en mutation som finns i sars-cov-2, viruset som orsakar sjukdomen covid-19. Mutation upptäcktes för första gången under våren 2020 i Skottland där den tros ha uppstått. Mutationen försvann sedan under nedstängningen av landet och påträffades därefter i Rumänien, Norge, Schweiz, Irland, Belgien, Tyskland och Storbritannien. Mutationen delar inga egenskaper med mutationen som fanns i Kluster 5 som drabbade minkar i Danmark och har inga kopplingar till sars-cov-2 alfa. Forskare tror att denna mutation kan leda till att viruset kan bli mer smittsamt än den ursprungliga varianten av sars-cov-2. Eventuellt kan de vaccin som tagits fram mot covid-19 ha sämre effekt på ett virus med denna mutationen.  Denna mutation visar, liksom andra med mutationer i spikproteinet, att denna kan förändras utan att förstöra virusets förmåga att spridas vidare.
En dansk studie redovisar 1624 provtester med denna mutation som mellan den 8 augusti och den 6 december, primärt runt Köpenhamn och Sydjylland och denna mutation står för ungefär tio procent av de analyserade proverna sedan mitten av november 2020.
Det ska enligt enligt siffror från databasen Gisaid funnits fyra bekräftade fall i Sverige sedan december 2020 med denna mutationen.